# Museu Sprengel
El Museu Sprengel és un museu d'art modern a Hannover, Baixa Saxònia, que conté una de les col·leccions d'art modern més importants d'Alemanya. Es troba en un edifici dissenyat per Peter i Ursula Trint (de Colònia) i Dieter Quast (de Heidelberg), al costat del Maschsee. El museu es va inaugurar el 1979 i l'edifici es va ampliar el 1992.
Bernhard Sprengel va donar la seva extensa col·lecció d'art modern a la ciutat de Hannover el 1969, a més de donar suport financer a la construcció del museu. La ciutat de Hannover i l'estat de Baixa Saxònia van acordar operar conjuntament el museu. A més de les obres donades per Sprengel, el museu també alberga obres d’art del segle XX propietat de Baixa Saxònia i Hannover.

## Ampliació
Una altra ampliació, dissenyada pels arquitectes Meili + Peter, amb seu a Zúric, es va finalitzar el 2014. El disseny cuboide del nou edifici va ser escollit entre 65 participants en un concurs internacional d’arquitectura. El pla original hauria creat 4350 m² d’espai d’exposició i s’esperava que costés uns 25 milions d’euros, amb 10 milions d’euros procedents del finançament de la UE de la Baixa Saxònia, 5 milions d’euros directament de la Baixa Saxònia, 5 milions de la ciutat de Hannover i 5 milions d’euros dels donants. Aquestes estimacions s'han reduït des de llavors. Un dels principals objectius de l'expansió és permetre una àmplia cobertura de Niki de Saint Phalle i de l'artista Kurt Schwitters. El nou edifici també s’utilitzarà per a exposicions internacionals puntuals.

## Obres

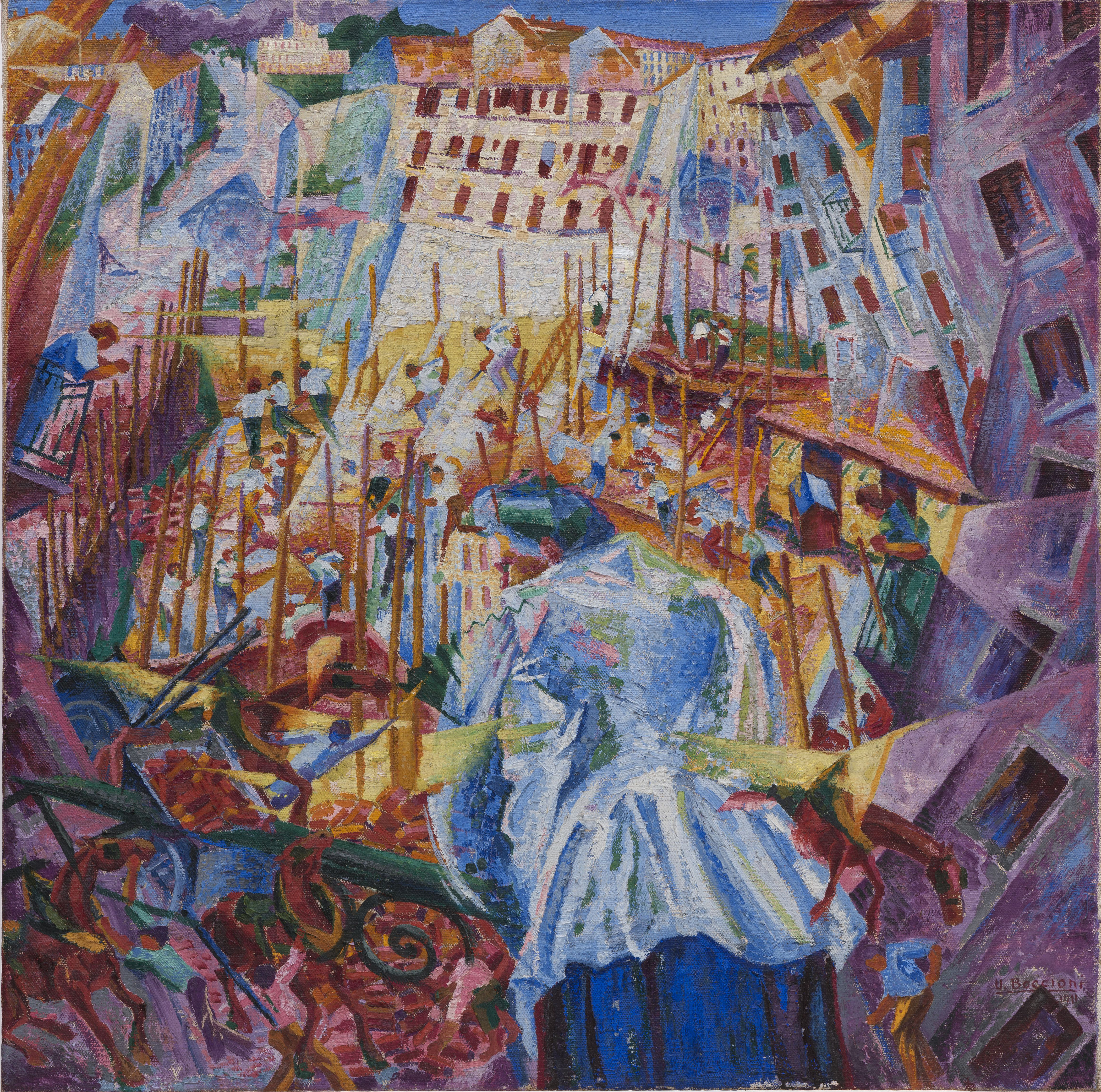
Umberto Boccioni, 1911, El carrer entra a casa, oli sobre tela, 100 x 100,6 cm

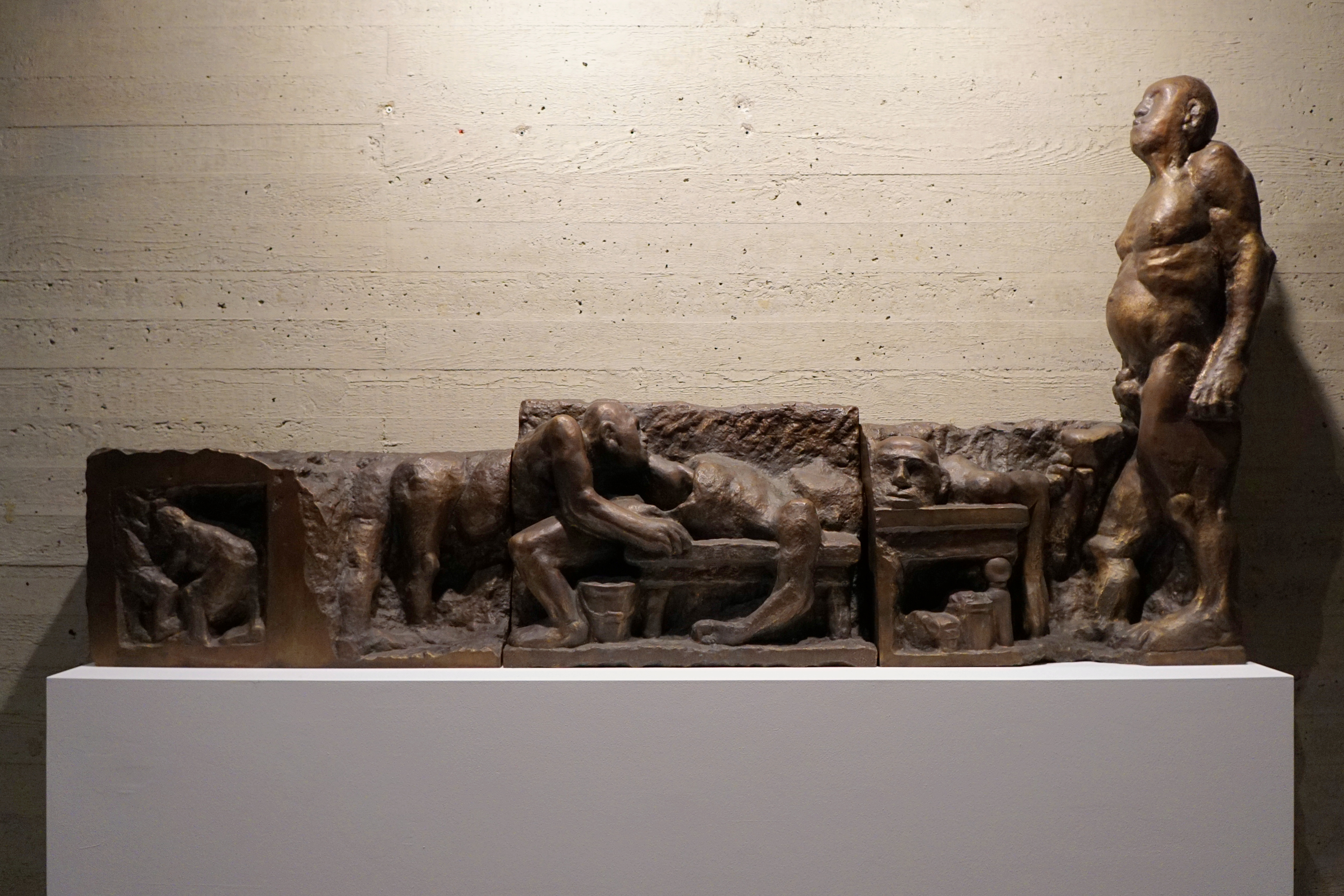
Un memorial de bronze que representa els crims de Fritz Haarmann exhibit al Sprengel Museum.

A més de Schwitters i de Saint Phalle, les obres clau del museu Sprengel són de Max Ernst, Fernand Léger, Paul Klee, Pablo Picasso, Emil Nolde i Max Beckmann d'abans de 1945.
També té un monument que representa els crims de l'assassí en sèrie Fritz Haarmann.
El 1988, el museu va heretar la propietat dels artistes i el matrimoni Robert Michel i Ella Bergmann-Michel. El museu publica un inventari imprès d'aquesta finca, dels quals fins ara s'han publicat dos volums. Des del 1993, el Museu Sprengel conté l'arxiu Kurt Schwitters, del qual la sala Merz és especialment notable. El 2000, Niki de Saint Phalle es va convertir en ciutadana honorària de Hannover i posteriorment va donar 300 de les seves obres al museu.